# 蘿西·羅夫
蘿西·伊莉莎白·羅夫（英語：Rosie Elizabeth Roff，1989年7月18日—）是一名英格蘭女模特兒、演員、社會活動家，以姣好身材在網上聞名；曾登上各大時尚雜誌，主要從事時裝及泳裝等魅力寫真模特兒。

## 生平
蘿西·羅夫生於康瓦爾郡聖奧斯特爾。在擔任Apple Bottoms的主打模特兒後，羅夫受到了多家公司的關注。她曾為《美信》和《男人装》等雜誌工作，包括封面和全球版本的寫真女郎。2011年，她被《男人装》評入「世上百大性感女人」名單；也被該雜誌作為自家的「2016年Instagram模特兒」。她與同為模特兒的溫蒂·菲奧蕾是朋友。
2017年受訪時表示，自己從小就很喜歡像《猜火車》（1996年）、《兩根槍管》（1998年）、《偷拐搶騙》（2000年）、《足球流氓》（2005年）等經典英國電影，也夢想成為電影演員。

## 外部連結
- 蘿西·羅夫的Instagram帳戶
- 蘿西·羅夫在互联网电影资料库（IMDb）上的資料（英文）